# Drassinella
Genre
Synonymes
- Gosiphrurus Chamberlin & Ivie, 1935

Drassinella est un genre d'araignées aranéomorphes de la famille des Liocranidae.

## Distribution
Les espèces de ce genre se rencontrent aux États-Unis et au Mexique.

## Description
Les espèces de ce genre mesurent de 2,5 à 4,0 mm.

## Liste des espèces
Selon World Spider Catalog (version 23.0, 20/02/2022) :
- Drassinella gertschi Platnick & Ubick, 1989
- Drassinella modesta Banks, 1904
- Drassinella sclerata (Chamberlin & Ivie, 1935)
- Drassinella siskiyou Platnick & Ubick, 1989
- Drassinella sonoma Platnick & Ubick, 1989
- Drassinella unicolor (Chamberlin & Ivie, 1935)

## Systématique et taxinomie
Ce genre a été décrit par Banks en 1904 dans les Drassidae. Il est placé dans les Corinnidae par Bosselaers et Jocqué en 2002, dans les Phrurolithidae par Ramírez en 2014 puis dans les Liocranidae par Azevedo, Bougie, Carboni, Hedin et Ramírez en 2022.
Gosiphrurus a été placée en synonymie par Roth en 1982.

## Publication originale
- Banks, 1904 : « Some Arachnida from California. » Proceedings of the California Academy of Sciences, sér. 3, vol. 3, no 13, p. 331-376 (texte intégral).